# Министр обороны Эстонии
Министр обороны Эстонии (эст. Eesti kaitseminister) — глава военного министерства правительства Эстонской Республики. Является одним из важнейших членов правительства, отвечающего за координацию политики в области национальной обороны и вооруженных сил, а также занимается формированием и руководством министерства обороны. Министр обороны назначается и увольняется с должности премьер-министром государства на основе голосования парламента Рийгикогу и вступает в должность по принесению присяги перед депутатами.
Первоначальная должность была основана в 1918 году, во время существования Первой Эстонской Республики, и именовалась военным министром (эст. Sõjaminister), однако уже 1 апреля 1929 года этот пост был переименован в министра обороны, но в 1937 году вновь стал военным министром. Хотя название должности, а впоследствии и министерства часто менялось, основные обязанности на протяжении всей истории существования ведомства остались почти неизменными.
После восстановления независимости Эстонии в 1991 году и создания нового Министерства обороны в 1992 году должность снова стала называться министром обороны.

## Список министров обороны
Полный список министров обороны Эстонской Республики на 29 апреля 2021.

### 1918-1929 (Военный министр)
| Имя                 | Срок полномочий                  | Партия                       |
| Андрес Ларка        | 24 февраля — 27 ноября 1918      | Беспартийный                 |
| Константин Пятс     | 27 ноября 1918 — 8 мая 1919      | Беспартийный                 |
| Отто Штрандман      | 8 мая — 18 ноября 1919           | Трудовая партия              |
| Аугуст Ханко        | 18 ноября 1919 — 28 июля 1920    | Беспартийный                 |
| Александер Тыниссон | 28 июля — 26 октября 1920        | Беспартийный                 |
| Антс Пийп           | 26 октября 1920 — 25 января 1921 | Трудовая партия              |
| Яан Соотс           | 25 января 1921 — 2 августа 1923  | Ассамблея фермеров           |
| Адо Андеркопп       | 2 августа 1923 — 19 февраля 1924 | Трудовая партия              |
| Оскар Амберг        | 19 февраля — 18 октября 1924     | Христианская народная партия |
| Антс Курвитс        | 26 марта — 18 октября 1924       | Беспартийный                 |
| Яан Соотс (2-й раз) | 16 декабря 1924 — 4 марта 1927   | Ассамблея фермеров           |
| Николай Реэк        | 4 марта 1927 — 4 декабря 1928    | Беспартийный                 |
| Михкель Юхкам       | 4 декабря 1928 — 31 марта 1929   | Трудовая партия              |

### 1929-1937 (Министр обороны)
| Имя                           | Срок полномочий                   | Партия          |
| Михкель Юхкам                 | 1 апреля — 9 июля 1929            | Трудовая партия |
| Оскар Костер                  | 9 июля 1929 — 12 февраля 1931     | Беспартийный    |
| Аугуст Керем                  | 12 февраля 1931 — 19 ноября 1932  | Народная партия |
| Александер Тыниссон (2-й раз) | 1 ноября 1932 — 18 мая 1933       | Беспартийный    |
| Аугуст Керем (2-й раз)        | 18 мая — 21 октября 1933          | Народная партия |
| Пауль Лилль                   | 21 октября 1933 — 28 февраля 1937 | Беспартийный    |

### 1937-1940 (Военный министр)
| Имя                    | Срок полномочий                  | Партия       |
| Пауль Лилль (2-й раз)  | 1 марта 1937 — 12 октября 1939   | Беспартийный |
| Николай Реэк (2-й раз) | 12 октября 1939 — 21 апреля 1940 | Беспартийный |

### 1953—1992 (Военный министр в изгнании)
| Ім'я           | Срок полномочий                 | Партия       |
| Хейнрик Марк   | 8 мая 1971 — 3 апреля 1973      | Беспартийный |
| Авди Андрессон | 3 апреля 1973 — 20 июня 1990    | Беспартийный |
| Юри Тумепуу    | 20 июня 1990 — 15 сентября 1992 | Беспартийный |

### 1992— (Министр обороны)
| Имя                   | Срок полномочий                   | Партия                            |
| Уло Улуотс            | 18 июня — 21 октября 1992         | Народный фронт                    |
| Хайн Ребас            | 21 октября 1992 — 5 августа 1993  | Партия национальной независимости |
| Юри Луйк              | 23 августа 1993 — 8 ноября 1994   | Исамаалийт                        |
| Индрек Канник         | 7 января 1994 — 23 мая 1995       | Исамаалийт                        |
| Енн Тупп              | 28 июня 1994 — 17 апреля 1995     | Исамаалийт                        |
| Андрус Йовель         | 17 апреля 1995 — 25 марта 1999    | Коалиционная партия               |
| Юри Луйк (2-й раз)    | 25 марта 1999 — 28 января 2002    | Исамаалийт                        |
| Свен Миксер           | 28 января 2002 — 10 апреля 2003   | Центристская партия               |
| Маргус Хансон         | 10 апреля 2003 — 22 ноября 2004   | Партия реформ                     |
| Яак Йыэрюйт           | 22 ноября 2004 — 8 октября 2005   | Партия реформ                     |
| Юрген Лиги            | 10 октября 2005 — 5 апреля 2007   | Партия реформ                     |
| Яак Аавиксоо          | 5 апреля 2007 — 6 апреля 2011     | Отечество                         |
| Март Лаар             | 6 апреля 2011 — 14 мая 2012       | Отечество                         |
| Урмас Рейнсалу        | 14 мая 2012 — 26 марта 2014       | Отечество                         |
| Свен Миксер (2-й раз) | 26 марта 2014 — 14 сентября 2015  | Социал-демократическая партия     |
| Ханнес Хансо          | 14 сентября 2015 — 23 ноября 2016 | Социал-демократическая партия     |
| Маргус Тсахкна        | 23 ноября 2016 — 12 июня 2017     | Отечество                         |
| Юри Луйк (3-й раз)    | 12 июня — 26 января 2021          | Отечество                         |
| Калле Лаанет          | 26 января 2021 — 18 июля 2022     | Партия реформ                     |
| Ханно Певкур          | 18 июля 2022 — н. в.              | Партия реформ                     |

## Функции министра обороны
Министр обороны является членом правительства Эстонии, которое руководит организацией национальной обороны страны. Он организует работу министерства обороны и принимает решения по вопросам, относящимся к сфере деятельности министерства. Кроме того, министр отчитывается перед правительством о деятельности министерства обороны и вносит предложения по решению вопросов, относящихся к сфере деятельности министерства.
Министр обороны назначает руководителей правительственных агентств, входящих в сферу управления министерства, а также заместителей министра обороны и руководителей департаментов, а также командующих вооруженными силами и предлагает правительству назначать и снимать с должности командующего Армией обороны и главнокомандующего Генерального штаба.
Министр обороны предоставляет правительству предложения по бюджету министерства, и при необходимости дополнительному бюджету. Он принимает решение об использовании бюджетных ресурсов и контролирует исполнение бюджета. На основании государственного бюджета министр также согласовывает бюджеты государственных органов, относящихся к сфере управления министерства.
Министр обороны принимает решение о формировании государственных учреждений, находящихся в ведении министерства, и утверждает их устав, структуру и организацию работы.